# Джон Колтон (єпископ)

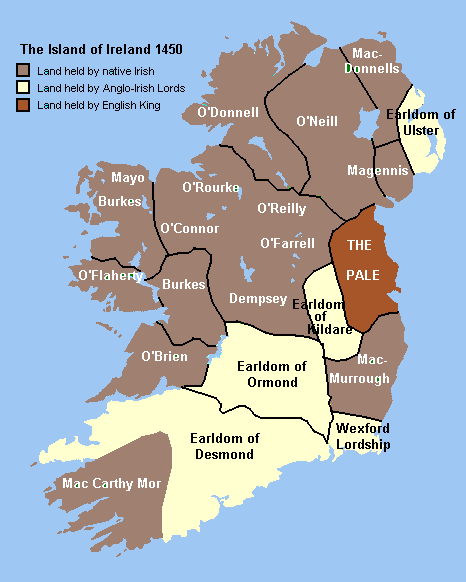
Ірландія в середні віки. Показані англійські володіння, володіння графів Ормонд та Фіцджеральд, володіння незалежних ірландських кланів та королівств.

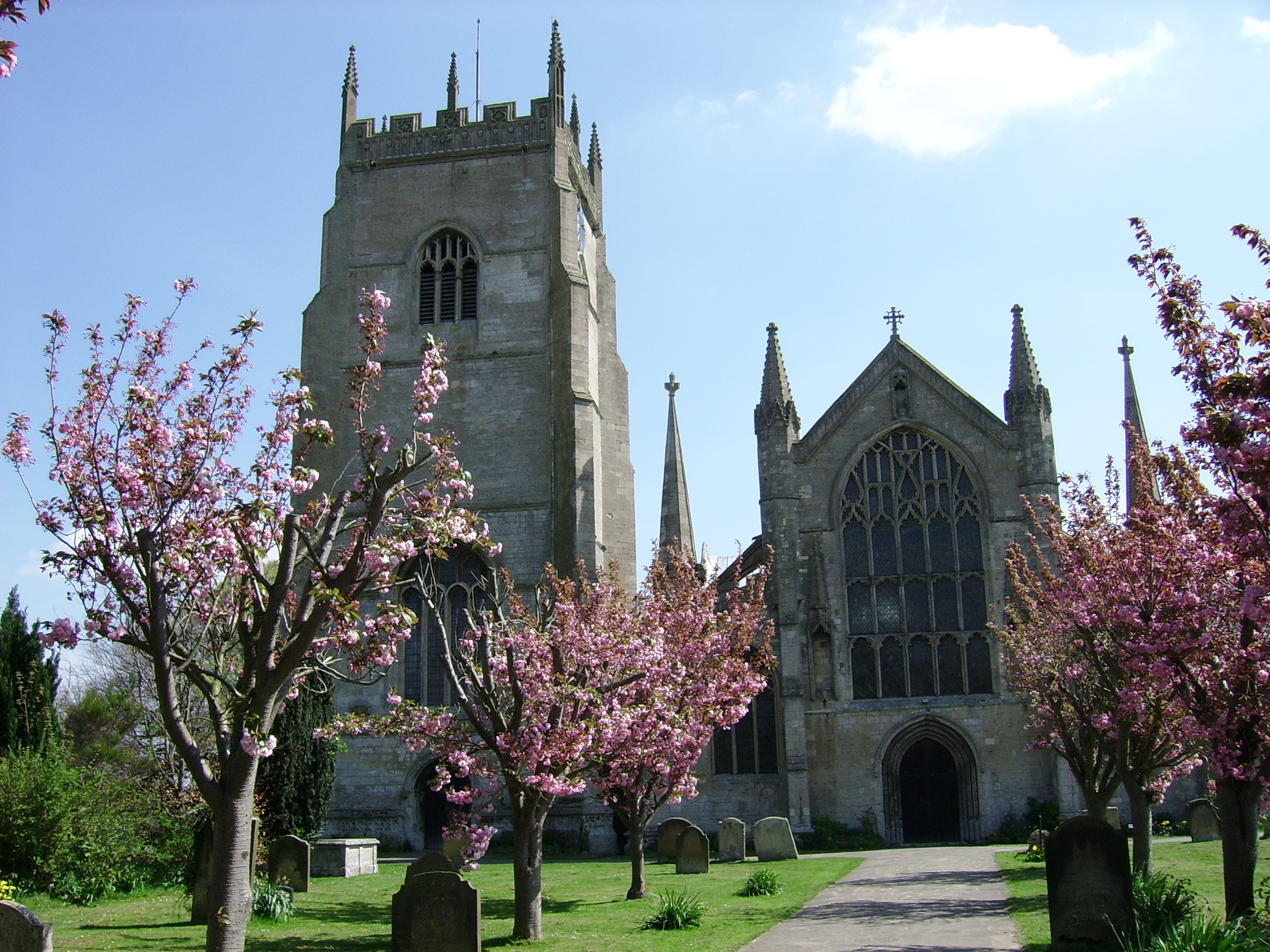
Террінгтонська церква Святого Климента. Джон Колтон народився в Террінгтоні.

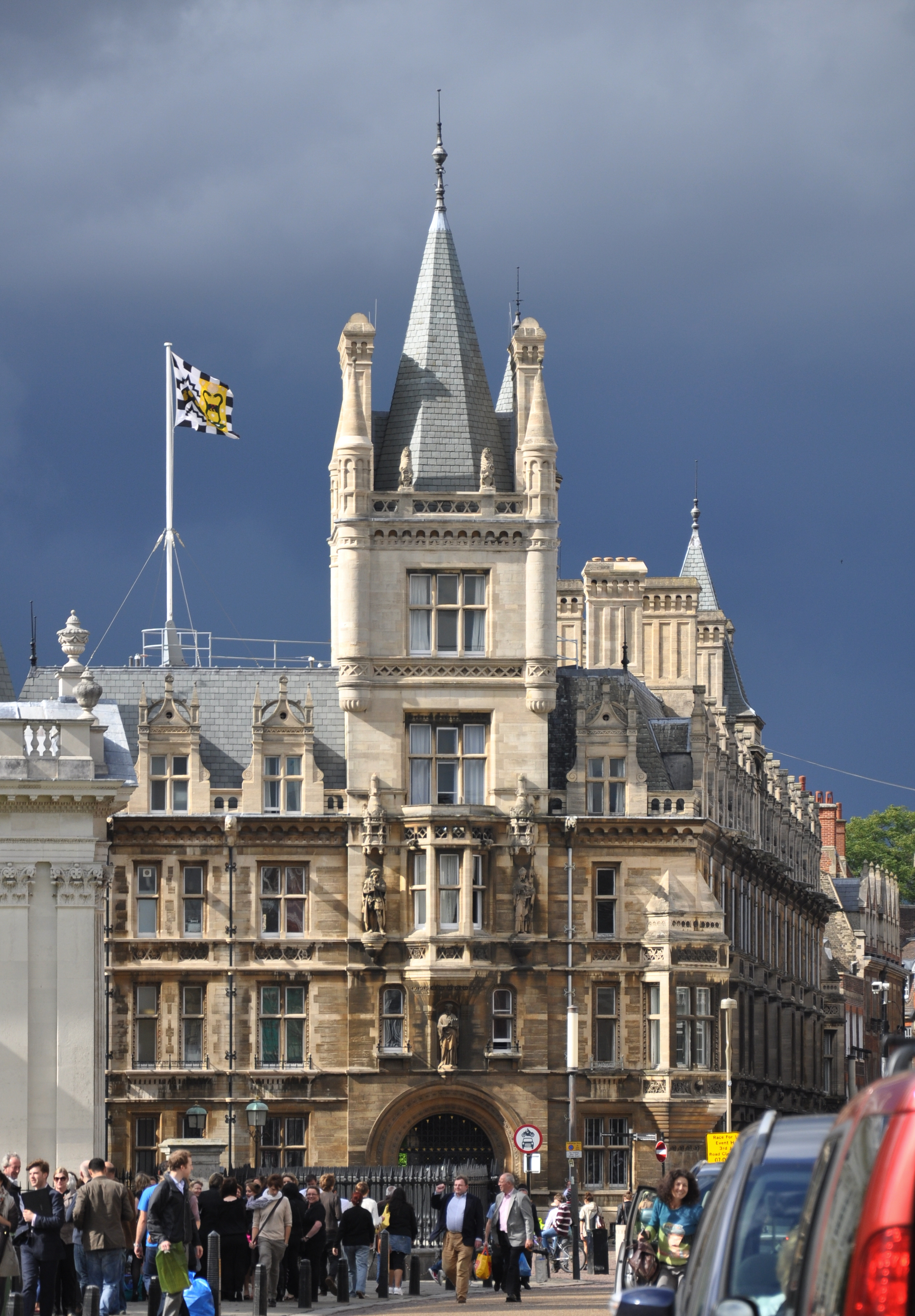
Коледж Гонвіля і Кая в Кембриджі, першим магістром якого був Джон Колтон.

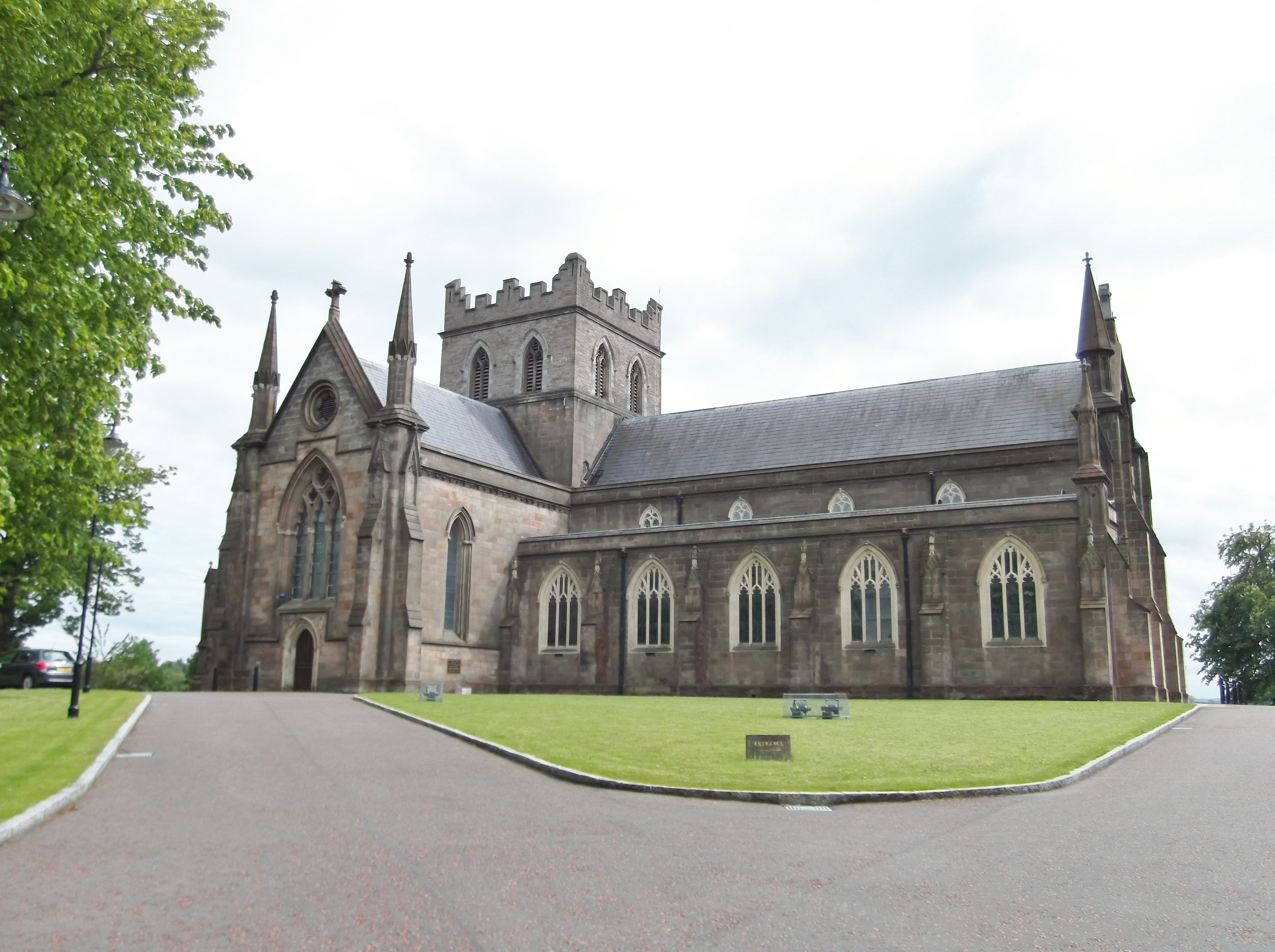
Церква святого Патріка в Арма.

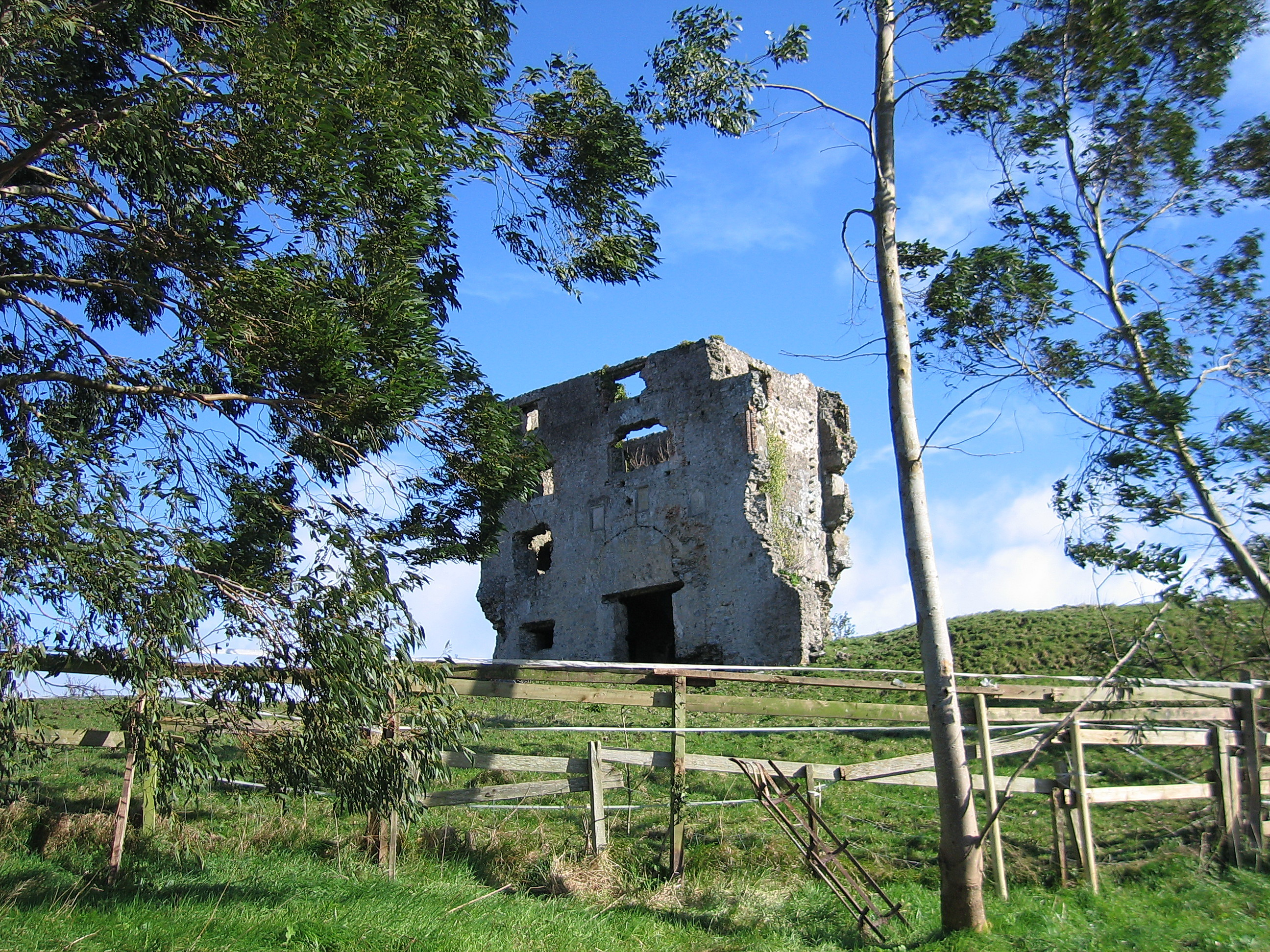
Руїни замку в Ньюкастлі.

Джон Колтон (англ. John Colton) (бл. 1320 — 1404) — відомий ірландський та англійський вчений, юрист, суддя, державний, військовий та церковний діяч, священник, перший магістр коледжу Гонвіля і Кая в Кембриджі. Значну частину своєї кар'єри він провів в Ірландії, де обіймав посади лорд-скарбника Ірландії, лорд-канцлера Ірландії та архієпископа Арма. Сьогодні його пам'ятають головним чином завдяки його книзі «Відвідання Деррі» (1397), яку він написав або замовив написати.

## Життєпис

### Рання кар’єра
Мало що відомо про його батьків або про його ранні роки. Він народився в Террінгтон Сент-Клемент у Норфолку, Англія. Він був на службі у Вільяма Бейтмана, що був єпископом Норвіча в 1344–1355 роках. У 1348 році він отримав науковий ступінь з богослов'я в Кембриджському університеті, а наступного року став першим магістром нового Гонвіль-Голлу в Кембриджі, теперішнього коледжу Гонвіля і Каюса. Засновник коледжу, Едмунд Ґонвіль, був сусідом Колтона в Террінгтоні, але, здається, він завдячував призначенням головним чином своєму патрону єпископу Бейтману, який брав активну участь у управлінні коледжем після смерті Ґонвіля в 1351 році. Джон Колтон став парафіяльним священиком свого рідного Террінгтона: він також утримував будинок Святої Марії на Вуд-стріт у Лондоні. 

### Кар'єра в Ірландії
Джон Колтон провів кілька років при папському дворі в Авіньйоні в 1350-х і на початку 60-х років і, очевидно, деякий час думав зробити там постійну церковну кар'єру. Він вперше приїхав до Ірландії, щоб зайняти посаду лорд-скарбника в 1373 році, а наступного року став деканом собору Святого Патріка. Він також займав посаду пребендіарія в Йоркському соборі. Він був лорд-канцлером Ірландії з 1379 по 1382 роках і став архієпископом Арма в 1383 році (він деякий час служив камергером Річарда ФітцРальфа, архієпископа Арма 1346–1360). Він супроводжував юстиціарія Ірландії, Едмунда Мортімера, ІІІ графа Марча, в експедиції до Корка в 1381 році. Граф Марч помер під час експедиції, і Колтон ненадовго, і дуже неохоче, замінив його на посаді юстиціарія просто тому, що жодна інша провідна ірландська фігура не зайняла цю посаду. Він залишив цю посаду навесні 1382 року. Його високо поважала англійська корона, і король Англії та Ірландії Річард II відправив його зі спеціальною місією до Риму в 1398 році. Пізніше він отримав від короля в подарунок гроші як данину своєї вірності.
Як і більшість коронних чиновників того часу, навіть у священних орденах, Джон Колтон мав виконувати як військові, так і адміністративні обов’язки, і, здається, він був компетентним солдатом. У 1372 році він переміг загін повстанців, які спалили монастир Аті, а в 1373 році власним коштом зібрав військо для оборони Дубліна від непокірних ірландських кланів. Він зіткнувся з кланом О’Бірн у Каррікмайнс на півдні графства Дублін, захищаючи фортецю Ньюкасл Маккінеган, і його коня вбили під ним. Витрати на військову кампанію були великими, і йому довелося закладати власні речі. 

### Відвідування Деррі
Джона Колтона найбільше запам'ятали тим, що він написав або замовив написання «Відвідини Деррі». Можливо, справжнім автором цієї книги, можливо, був його секретар Річард Кенмор. Це розповідь про його десятиденну подорож у 1397 році в єпархією Деррі. Єпископський престол у Деррі виявився вакантним, і Джон Колтон скористався нагодою, щоб підтвердити свою митрополитську владу над єпархією в усіх питаннях релігії та моралі.
Те, що візит взагалі відбувся, це незвичайно: архієпископи Арма в середні віки були зазвичай англійцями, для яких Ольстер був незнайомою і ворожою країною. Переважно, вони жили в Дандолку чи Дрогеді, і рідко бували навіть у самому Арма, не кажучи вже про подорожі кудись далі – на території незалежних ірландських кланів та королівств. Ситуація в Ольстері була хронічно тривожна і напружена: ірландці та англійці перебували в стані безперервної війни. Писали, що візит мав політичну мету, а саме продемонструвати, що Корона Англії не вважала Ольстер іноземною країною і що офіційні особи Корони могли здійснювати свою юрисдикцію в цій провінції, навіть якщо їхні візити були рідкісними. Сам Джон Колтон наполегливо працював із значним успіхом на початку 1390-х років, щоб переконати ірландських королів і вождів кланів — правителів Ольстера, особливо династію О’Нілів, укласти мир із Короною Англії. Книга, опублікована під назвою «Дії архієпископа Колтона» з великими примітками Вільяма Рівза (пізніше єпископа Дауна, Коннора і Дромора) у 1850 році, вважається особливо цінним джерелом інформації про життя в Ольстері кінця XIV століття.
Джон Колтон зі значною свитою, включно з Річардом Кенмором і Томасом О'Лограном, каноніком Арма, довіреною особою, що виконував роль ірландського перекладача для Колтона, що судячи по всьому не знав ірландської мови, увійшов до єпархії в Каппагу та попрямував до Деррі та Банагера. Єдиною проблемою, з якою він зіткнувся, була відмова архідиякона Деррі та кафедрального собору визнати владу Колтона, але під загрозою відлучення вони швидко підкорилися. Джон Колтон займався різноманітними справами, повторно освячуючи церкви та цвинтарі, вирішуючи гостру майнову суперечку та розглядаючи кілька подружніх справ. Найяскравішим рішенням, яке він прийняв, була заборона абатові Деррі утримуватися від співжиття зі своєю коханкою чи будь-якою іншою жінкою.
Він написав низку конституцій для регулювання кожної єпархії під його керівництвом, дві з яких збереглися. Він також написав два трактати про папський розкол (в той час було одночасно два Папи, а інколи й три Папи одночасно, кожен з яких вважав інших пап антипапами): «Про причини розколу» та «Про ліки від того самого розколу».
На відміну від двох своїх попередників, його мало турбували десятилітні суперечки щодо того, чи користувався він першістю над усіма іншими ірландськими єпископами, і зокрема над архієпископом Дубліна.

### Смерть
Джон Колтон пішов у відставку за кілька днів до своєї смерті в очікуванні свого кінця, помер він 27 квітня 1404 року в Дрогеді й був похований у церкві Святого Петра.
Історик Вебб називає його «людиною великого таланту й активності, високою репутацією чесноти й освіченості, дорогою людям усіх рангів завдяки своїй привітності й лагідній вдачі». 